# Georges Chaix
Pour les articles homonymes, voir Chaix (homonymie).
Georges Chaix est un peintre français puis suisse né à Madrid le 19 octobre 1784 et mort à Mornex (Haute-Savoie) le 24 juillet 1834, actif en France et en Suisse.

## Biographie

### Enfance et formation
Georges-Pierre-Paul-Joseph Chaix est le fils de Paul Chaix (1737-1809), négociant de Valence (Drôme) installé en Espagne, et de Maria del Carmen. C'est le deuxième enfant du couple, après Geneviève née en 1782. La famille quitte Madrid en 1787 pour la Flandre, d'abord à Ostende où Georges Chaix est nommé consul d'Espagne, puis en 1793 à Liège, où Sophie, la jeune sœur de Georges, naît. C'est là que celui-ci apprend le dessin. La France ayant annexé la Flandre en 1795, la famille Chaix part en 1798 s'installer à Paris. Georges y est alors inscrit à l'École des beaux-arts. La même année, il rejoint l'atelier du peintre Jean-Joseph Ansiaux, qui est originaire de Flandre. Vers 1800, il quitte cet atelier pour celui de Jacques-Louis David, où il restera jusqu'au printemps 1803, y étudiant le dessin et la peinture d'après les antiquités grecques et romaines, ainsi que les œuvres des grands peintres des XVIe et XVIIe siècles exposées au musée du Louvre. Très admiratif de son maître, Chaix dira de lui : « David […] cet homme admirable dont ma plus grande gloire sera toujours d'être l'élève ».
À la suite du décès de sa mère en juillet 1803, Georges Chaix et ses sœurs déménagent dans la Drôme, d'abord à Crest, puis vers 1809 à Valence. Georges Chaix y gagne sa vie en peignant des portraits et en donnant des cours de dessin à des particuliers et dans deux établissements scolaires privés. Cette situation lui permet de se rendre plus au sud et de visiter Avignon et le Vaucluse aux environs de 1810 ; il y fait quelques dessins (paysages, vues de villages).
L'une de ses élèves, jeune fille genevoise en pension au château de Divajeu, voisin de Crest, deviendra son épouse : Jeanne-Françoise Dunant, dite Jenny, épouse Georges Chaix à Genève en 1807.

### Genève

#### Établissement
À la fin de 1815, Georges Chaix et sa famille déménagent de Valence à Genève, où ils se fixent définitivement. Aussitôt, Chaix y fréquente la Société des arts, dont la plupart des artistes locaux sont membres. Il y est reçu avec bienveillance et deviendra membre de la Classe des Beaux-Arts de cette institution en 1820, s'y investissant beaucoup — notamment dans le projet relatif à la construction du Musée Rath — et occupant même la fonction honorifique de secrétaire.
Pour gagner sa vie, il donne tout d'abord des leçons particulières, puis il est chargé du cours de dessin au pensionnat du pasteur Jean Heyer. À Genève, c'est la Société des arts qui gère l'enseignement du dessin et, en 1818, Georges Chaix obtient un poste d'enseignement à l'Académie de dessin de la figure (aussi dénommée Académie de dessin d'après nature), qu'il présidera d'ailleurs avec Wolfgang-Adam Töpffer entre 1826 — installation de la Société des Arts au Musée Rath, inauguré en août de cette année-là — et 1831. À deux reprises (1816 et 1828), Chaix présente sans succès sa candidature au poste de directeur de l'École de dessin. En récompense des services rendus à la Société des arts, le gouvernement genevois lui accorde la bourgeoisie gratuitement.

#### Entre peinture d'histoire et genre anecdotique
Chaix, qui se veut peintre d'histoire comme son maître Jacques-Louis David, termine un important tableau Œdipe à Colone (appelé aussi Œdipe maudissant son fils Polynice), toile de plus de 3 mètres de largeur, qu'il présente en 1820, ainsi que neuf portraits peints ou dessinés, à l'occasion de l'exposition de 142 œuvres organisée à Genève par la Société des arts. Cette œuvre, qui sera qualifiée de « composition la plus considérable de Chaix » par l'homme politique et amateur d'art genevois Jean-Jacques Rigaud, est exposée en 1822, avec quelques autres de ses tableaux, à Paris au Salon du Louvre, puis la même année à l'Exposition des beaux-arts et de l'industrie de Lille, qui lui décerne une médaille. Ces expositions en France renforcent la réputation de Chaix à Genève, ce qui lui permet de vendre plusieurs tableaux, probablement des portraits. En outre, le richissime collectionneur et philhellène Jean-Gabriel Eynard lui achète alors Œdipe à Colone et offre ce tableau en 1826 au Musée Rath, où il restera longtemps exposé.
Cependant, au cours des années 1820, le goût des amateurs et de la critique d'art évolue du classicisme et de « l'art héroïque », dont le chef de file est Jacques-Louis David, vers le romantisme, représenté notamment par le tableau de Théodore Géricault, Le Radeau de La Méduse. La peinture de Chaix évolue alors aussi de la « grande » peinture d'histoire, sommet de la hiérarchie académique des genres picturaux, vers le sentimentalisme et le genre anecdotique (peinture de genre inspirée par des personnages historiques célèbres, réels ou légendaires). En 1823, il expose au Salon de la Société des arts quelques tableaux de ce genre, avec des sujets de l'époque médiévale ou Renaissance, tels que Diane de Poitiers ou le duc de Bourgogne, traités de façon plaisante et sentimentale, voire romantique. Il considère qu'il doit peindre des tableaux « dans le genre gracieux » pour espérer les vendre, car, à l'exception des rares connaisseurs, la plupart des amateurs ne comprennent pas les sujets de la peinture d'histoire. Au Salon du Musée Rath de 1826, Chaix présente le tableau Deux religieux et un marronnier du Saint-Bernard prodiguant des secours à une famille savoyarde atteinte par une avalanche, qui touche le public et est bien accueilli par la critique.
À la Restauration, à l'issue du congrès de Vienne, Genève devient un canton suisse. En 1823, Jean-Jacques de Sellon, qui désire rapprocher Genève des autres cantons helvétiques, propose à la Société des arts d'organiser un concours de peinture d'histoire nationale. Le thème choisi est l'épisode de la libération de François Bonivard du château de Chillon, par les Bernois en 1536, après six années d'emprisonnement par le duc de Savoie. Georges Chaix et Jean-Léonard Lugardon sont les seuls à participer au concours, qui a lieu l'année suivante, les concurrents présentant anonymement leur tableau. Le tableau de Chaix est « un subtil mélange du [style héroïque de David] et du genre anecdotique », alors que le tableau de Lugardon est une composition inspirée du romantisme. Les deux œuvres sont exposées en octobre-novembre 1824 dans les locaux de la Société des arts, dans lesquels le public se presse, passionné par le concours et polémiquant. Finalement, le jury décerne le prix à Lugardon, mais Jean-Jacques de Sellon achète leur tableau à chacun des deux artistes. Après avoir exposé le tableau de Chaix dans sa maison de Chambésy pendant une dizaine d'années, Sellon en fait don en 1834 à la Bibliothèque publique de Genève.
Dès 1824, Chaix s'implique dans le soutien à la lutte pour l'indépendance grecque contre l'Empire ottoman : d'une part, à l'occasion de la destruction de la ville d'Ipsara et le massacre de ses habitants par l'armée ottomane en juillet 1824, il peint Scène de la prise d'Ipsara, représentant une Grecque enchaînée et sa fille, huile qui est présentée en janvier 1825 à l'exposition de la Société des beaux-arts de Genève, et, d'autre part, il préside la commission qui organise une vente de charité d'œuvres d'une soixantaine d'artistes au profit de la Société philhellène de Genève en mai 1826, pour laquelle il offre une toile représentant Constantin Canaris.

#### Maturité artistique
En 1825, Chaix signe un portrait d'Édouard Odier de grande dimension (huile sur toile, 221,5 × 162 cm), représentant celui-ci dans ses fonctions d'officier commandant l'Exercice de la Navigation. Ce portrait en pied, dans un paysage avec le Léman en arrière-plan, est dans la tradition des portraits aristocratiques britanniques (notamment de Joshua Reynolds, Thomas Gainsborough et Thomas Lawrence). Lors de la présentation de cette œuvre au Salon de 1826 au Musée Rath, la critique genevoise est très positive : « La pose est naturelle et élégante […] et tout le tableau est d'une harmonie riche et infiniment gracieuse ».
En 1829, Jacques Eynard (frère de Jean-Gabriel) et son épouse Suzanne, tous deux amateurs d'art, ont le projet de commander à Chaix une peinture d'histoire représentant une belle action, à sujet religieux ou historique, mais le projet ne semble pas avoir abouti.
Chaix est ensuite approché par un descendant du pasteur et théologien Théodore Tronchin (époux de Theodora Rocca, fille adoptive et héritière de Théodore de Bèze), Jean-Louis-Robert Tronchin. Celui-ci, en prévision du 300e anniversaire de la Réforme genevoise en 1835, désire illustrer l'histoire protestante de Genève par un portrait de son ancêtre, qui, lors de la peste qui frappa Genève d'août 1615 à février 1616, était courageusement allé apporter la consolation de la religion aux malades en isolement au lazaret de Jussy. Chaix choisit de représenter Théodore Tronchin au moment où ses proches essaient en vain de le retenir à cause du danger que celui-ci va courir en se rendant auprès des pestiférés. Cette huile sur toile, intitulée Dévouement d'un ministre du Saint Évangile, est exposée au Salon de 1832 au Musée Rath. La critique est positive, notamment de la part de Rodolphe Töpffer, mais un léger bémol est exprimé par un critique, en raison du sujet « à mi-chemin entre la grande peinture d'histoire et le genre anecdotique » : il serait difficile de comprendre la scène représentée sans avoir connaissance de l'anecdote.
En cette même année 1832, afin de se faire connaître et tenter de s'ouvrir un nouveau marché, Chaix envoie à la Royal Academy de Londres deux tableaux qui y sont exposés : Intérieur d'un cloître : Abbaye de Talloires et Le Calme après la tempête.
En 1833, le Salon de Lyon s'ouvre aux peintres étrangers et, immédiatement, quatre artistes genevois — Georges Chaix, Alexandre Calame, François Diday et Firmin Massot — y présentent des œuvres. Chaix, quant à lui, expose cinq tableaux, des paysages, intérieurs et scènes de genre, dont l'huile sur toile Le Tombeau de Mme Canning dans la cathédrale de Lausanne, ainsi qu'un dessin, Mère et ses enfants. Il meurt quelques mois plus tard, le 24 juillet 1834, à une douzaine de kilomètres de Genève, à Mornex, en Haute-Savoie. Sa veuve, Jenny, meurt l'année suivante. Augustin-Pyramus de Candolle, président de la Société des arts, dans son rapport annuel du 18 juin 1835, rend hommage à Georges Chaix, « l'un de nos artistes les plus recommandables ». En 1836, les descendants de Georges Chaix font don en sa mémoire de l'un de ses autoportraits (huile sur toile) à la Société des arts.

## Salons
- Genève :
  - 1823
  - 1826
  - 1832
- Lille :
  - 1822
- Paris :
  - 1810

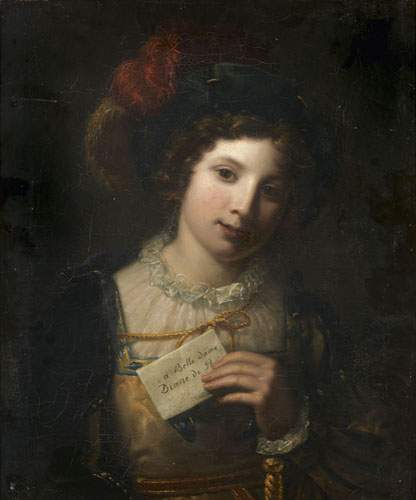
Diane de Poitiers, localisation inconnue.

  - 1822, no 202, 203, 204, 205, 206, 207.